# 소름 (음악 그룹)
소름은 대한민국의 국악밴드다. 2012년 앨범 [여행의 시작 Feel:音]으로 데뷔했다.

## 음반
- 여행의 시작, Feel: 音 (2012)
- SOULEUM (2015)

## 수상
- 제8회 21C 한국음악프로젝트 금상 (2014)
- 천차만별 콘서트 인기상 (2009)